# 대농 (기업)
주식회사 대농은 신영그룹 계열의 직물 기업이다.

## 역사
1955년에 대한농산이라는 법인으로 설립되었다. 설립 초기에는 농업 및 무역을 주로 하였으나, 1963년 일본 도쿄도 등 3곳에 해외 지사를 설치한 후, 1968년에 태평방직 및 금성방직을 쌍용그룹으로부터 인수해 방직업에까지 진출하였다. 1973년에 대한농산, 태평방직, 금성방직, 한일제분 4개 기업을 통합하여 현재의 사명은 대농으로 변경하였다.
1997년 외환 위기로 모기업이 부도나면서 이듬해부터 회사정리절차를 밟았고, 2001년 관악CC를 관악으로 분사하고 금하방직 조치원공장을 인수하였다. 2002년에 상장폐지 후 2004년 산은캐피탈컨소시엄에 인수되어 법정관리를 벗어났다. 2005년에는 신영그룹에 인수되어 청원공장을 준공하고 2006년에 복대 대농공장을 폐쇄하여 이전하였다. 2009년 중국 한세방직유한공사 및 일신디앤피를 인수하였으며, 2022년 의류사업부를 대농어패럴로 분사하였다.